# Moontan
Moontan je deváté studiové album nizozemské rockové skupiny Golden Earring, vydané v roce 1973. Obsahuje jejich největší hit „Radar Love“. Jde o první album, které si členové skupiny produkovali sami; dosavadní producent a manažer skupiny Fred Haayen na něm figuruje pouze jako vedoucí producent. V nizozemské hitparádě se album umístilo na první příčce. V americké Billboard 200 se dostalo na dvanáctou. V USA se za prodej více než 500 000 nosičů stalo zlatým (jako jediné album skupiny).

## Seznam skladeb
Všechny skladby napsali Barry Hay a George Kooymans, pokud není uvedeno jinak.
| Pořadí         | Název                | Autor                      | Délka |
| -------------- | -------------------- | -------------------------- | ----- |
| 1.             | Radar Love           |                            | 6:21  |
| 2.             | Candy's Going Bad    |                            | 6:13  |
| 3.             | Vanilla Queen        |                            | 9:21  |
| 4.             | Big Tree, Blue Sea   |                            | 8:15  |
| 5.             | Are You Receiving Me | John Fenton, Hay, Kooymans | 9:33  |
| Celková délka: | Celková délka:       | Celková délka:             | 40:19 |

## Sestava

### Golden Earring
- Rinus Gerritsen – baskytara, klávesy, klavír, akordeon, zvukové efekty
- Barry Hay – flétna, zpěv, saxofon, perkuse, doprovodné vokály, zvukové efekty
- George Kooymans – kytara, zpěv, doprovodné vokály, zvukové efekty
- Cesar Zuiderwijk – bicí, perkuse

### Ostatní hudebníci
- Bertus Borgers – saxofon
- Eelco Gelling – kytara
- Patricia Paay – zpěv